# Episodi di Making History
La prima e unica stagione della serie televisiva Making History, composta da 9 episodi, è trasmessa negli Stati Uniti su FX dal 5 marzo al 21 maggio 2017. In Italia è stata resa disponibile a partire dal 29 giugno 2022 nella sezione Star su Disney+.
| nº | Titolo originale               | Titolo italiano                | Prima TV USA   | Prima TV Italia |
| -- | ------------------------------ | ------------------------------ | -------------- | --------------- |
| 1  | Pilot                          | La macchina del tempo          | 5 marzo 2017   | 29 giugno 2022  |
| 2  | The Shot Heard Round the World | La scintilla della rivoluzione | 12 marzo 2017  | 29 giugno 2022  |
| 3  | The Boyfriend Experience       | Lezioni di coppia              | 19 marzo 2017  | 29 giugno 2022  |
| 4  | Chadwick's Angels              | Chadwick's Angels              | 26 marzo 2017  | 29 giugno 2022  |
| 5  | The Touchables                 | Imprevisti                     | 2 aprile 2017  | 29 giugno 2022  |
| 6  | The Godfriender                | L'Amico del Padrino            | 23 aprile 2017 | 29 giugno 2022  |
| 7  | Night Cream                    | L'idea geniale                 | 30 aprile 2017 | 29 giugno 2022  |
| 8  | The Duel                       | Il duello                      | 7 maggio 2017  | 29 giugno 2022  |
| 9  | Body Trouble                   | Troppi corpi                   | 21 maggio 2017 | 29 giugno 2022  |